# Спектрален клас на звездите
В астрономията, спектралният клас е класификацията на звездите според техните спектрални характеристики. Цветът на една звезда се определя главно от нейната температура. Най-горещите звезди имат синкав или синкавобял цвят, а най-хладните – червеникавооранжев или червен. В зависимост от температурата на повърхността си повечето звезди са причислени към 7 спектрални класа: O, B, A, F, G, K, M. На тези класове съответстват следните температури 50000, 15500, 8500, 6600, 5500, 4100, 28000К.

## Видове спектрални класове
Спектралните класове се определят според диаграмата на Херцшпрунг-Ръсел, наречена още диаграма „спектър-светимост“, изразяваща зависимостта между светимостта на звездите и техния спектрален клас. По абсцисата се нанасят спектрите (или съответстващите им цветове), а по ординатата – светимостите на звездите. Статистически те не се разполагат безпорядъчно, а образуват определени последователности. Голяма част от звездите попадат в сравнително тясна ивица, наречена „главна последователност“. В долния ляв ъгъл се разполагат звезди с ниска светимост и „ранен“ спектрален клас, или т.н. „бели джуджета“. В горния десен ъгъл е групата от звезди с висока светимост и ниска повърхностна температура. Те имат размери, многократно превишаващи размера на Слънцето и са наречени „червени гиганти“.
- Клас O – имат повърхностна температура в диапазона от 28000 К до 50000 К и синьо-бял цвят. Техният спектър съдържа линии на неутрален и йонизиран хелий. Пример за такава звезда е Минтака.
- Клас B – тези звезди имат повърхностна температура в границите (11000 – 25000) К и синьо-бял цвят. Характерни за техния спектър са линиите на поглъщане на неутралния хелий. Пример за такива звезди са Спика и Ригел.
- Клас A – имат повърхностна температура в границите (7500 – 11000) К и бял цвят. В техните спектри преобладават линиите на водорода, а също така има линии на тежки елементи – желязо, особено в по-хладните звезди. Примери за такива звезди са Сириус и Вега.
- Клас F – имат повърхностна температура от порядъка (6000 – 7400) К. Техният спектър се характеризира с линии на поглъщане на йонизиран калций, които са по-изразени от линиите на водорода. Има и линии на поглъщането на желязо и други тежки елементи. Такива звезди са Процион и Полярната звезда.
- Клас G – звезди от типа на Слънцето с подобни маса и радиус и температура на повърхността (4900 – 6000) К. Техният цвят е жълт. В спектъра им има линии на поглъщане на неутрални и йонизирани метали. Друг пример за такава звезда освен Слънцето е Капела.
- Клас K – звезди с оранжев цвят и температура (3500 – 4900) К. Примери за такива звезди са Алдебаран и Арктур.
- Клас M – звездите от този клас имат повърхностна температура (2400 – 3480) К и червен цвят. Примери за такива звезди са Проксима Кентавър и свръхгигантът Антарес.